# Minako Ōba
Minako Ōba (japanisch 大庭 みな子, Ōba Minako, eigentliche Schreibung 大庭 美奈子; * 11. November 1930 in Tokio ; † 24. Mai 2007) war eine  japanische Schriftstellerin.

## Leben
Ōba Minako war das zweite Kind einer japanischen Hausfrau, Mutsuko, und eines Arztes, Saburō. Letzterer wurde 1894 in Asahi, Kreis Inashiki, Präfektur Ibaraki, als Sohn eines reichen Teehändlers geboren. 1915 zog er nach Niigata, um an der Medizinischen Fachhochschule zu studieren. Er verliebte sich in Takiko, Mutsukos zweitälteste Schwester, heiratete diese und hatte mit ihr einen Sohn. Als Takiko an Lungentuberkulose verstarb, heirateten Mutsuko und der Witwer auf testamentarischen Wunsch der Verstorbenen. Mit ihr zeugte er einen Sohn und zwei Töchter, von denen Minako die ältere war. Ōba Minako stammt aus einem gebildeten Haushalt. Auch die beiden Onkel mütterlicherseits hatten studiert, die beiden Tanten und ihre Mutter das Lyzeum absolviert.
Ihre Mutter war ein moga, ein „modern girl“, was bedeutete, dass sie sich westlich kleidete. Sie selbst trug, wie sie sich in ihrer Autobiografie erinnert, nur einmal eine japanische Frisur und zwar an ihrem Hochzeitstag. Der Vater begann nach seinem Studium im Marineministerium zu arbeiten, weshalb die Familie nach Tokyo zog, wo Ōba Minako zur Welt kam. Ihre Mutter besuchte in der Stadt eine teure Schneiderschule für westliche Kleidung und eine Englisch-Schule. Ihre Studien setzte sie auch nach der Geburt Minakos fort. Bis zu deren Einschulung 1937 wurde diese von einer Amme großgezogen, die ihr auch das Schreiben lehrte und beibrachte, „beim Lesen etwas zu empfinden“, beispielsweise bei der Lektüre von Hänsel und Gretel. Als Kind lernte sie gemeinsam mit der jüngeren Schwester Tanz und Shamisen zu spielen.
Der mütterliche Haushalt war an Literatur interessiert, weshalb Minako bereits als Kind die Zeitschriften „Neue Strömung“ sowie „Welt der Literatur“ las. Der Vater hatte nur Tolstois Auferstehung und Die Elenden von Hugo gelesen, die Mutter auch japanische Literatur beispielsweise Tanizaki Jun’ichirō, die der Vater als „amoralische Lüstlingsliteratur“ geringschätzte. Die älteste Schwester der Mutter war Amateurschriftstellerin. Die Mutter verehrte Kitahara Hakushū, Yoshii Isamu sowie Yosano Akiko und verfasste Gedichte in deren Stil. Im Lebensabend schätzte die Mutter Saigyō und Sankashū war ihre Nachtlektüre.
Ihr Großvater mütterlicherseits, Morita Shōkasu, der auch schrieb, machte sie mit dem Werk Bai Juyis bekannt.
Die elterliche Bibliothek versorgte sie mit den „Gesammelten Werken der japanischen Gegenwartsliteratur“ vom Verlag Konzōsha, den „Gesammelten Werken der Meiji- und Taishō-Literatur“ vom Shunyōdō, den „Gesammelten Werken der Weltliteratur“ von Shinchōsha, der Reihe „Romane der japanischen Literatur“, den „Gesammelten Schriften der Philosophie der Welt“ sowie der Reihe „Dramen der Weltliteratur“ vom Verlag Shunjūsha. Zudem fanden sich dort die Gesammelten Werke Victor Hugos, Natsume Sōsekis und Higuchi Ichiyōs. Mit ihrer Mutter tauschte sie sich über das Gelesene aus. Als sie – noch zur Kriegszeit – die untersten Klassen des Lyzeums besuchte, wurden ihr in der Schule die Bücher Gustave Flauberts und Guy de Maupassants weggenommen. Da die Lektüre von liberaler japanischer Literatur und westlicher im Allgemeinen in der Schule problematisch war, las sie sie zuhause und vor Ort z. B. die Gedichtssammlung Manyōshū sowie die Saga Heike Monogatari.
Während des Krieges war ihr Vater Direktor eines Marinekrankenhauses in Shanghai. Der Vater hatte vor dem Krieg die Prinzen Takamatsu und Kuninomiya auf einer Auslandsreise begleitet, dennoch hatte die Familie während des Krieges weder Photographien der kaiserlichen Familie noch einen shintoistischen Hausaltar (Kamidana) aufgestellt.
Am Kriegsende lebte die Familie in der Nähe Hiroshimas, Minako leistet mit ihrer Klasse Hilfsdienste. Diese Erfahrungen verarbeitete sie in der fiktionalen Erzählung „Urashima-Kraut“, die 1974 veröffentlicht wurde.
Da der Vater arbeitslos war, lebte die Familie nach dem Zweiten Weltkrieg in Niigata, dem Geburtsort der Mutter, der nicht bombardiert worden war. Dort praktizierte der Vater nun als Landarzt und Minako besuchte die Volksschule. Außerdem besuchte sie zu einem anderen Zeitpunkt in Kamakura die Onari-Volksschule. Zeit ihrer Kindheit las Minako Grimms Märchen, griechische Mythen und die Geschichten aus Tausendundeiner Nacht, da sie ihr besser als die von Zensur und didaktischen Überlegungen gekürzten japanischen Märchen gefielen. In der fünften Volksschulklasse begann sie, eigene Märchen zu verfassen, die sie bisweilen auch der Klasse erzählen durfte.
Als Oberschülerin las sie privat Romane Chikamatsu Shūkōs, Tokuda Shūseis sowie Uno Kōjis und in der Schule neben dem Arbeitsdienst an der Nähmaschine höfische Literatur wie die Geschichte vom Prinzen Genji, die Erzählung vom Fräulein im Verlies und das Sarashina-Tagebuch, da die Lyzeumsbibliothek nur klassische japanische Literatur vorrätig hatte. Auch las sie, wenn sie ihren Felddienst wegen der Bombenangriffe unterbrechen musste.
Minako konstatiert in ihrer Autobiographie, dass ihre Mutter ihre „einzige literarische Freundin“ seit ihrer Kindheit gewesen sei. Als sie über zehn Jahre im Ausland wohnte, verwendete ihre Mutter Literaturzeitschriften als Knüllpapier für die Pakete und hielt so ihre Tochter in dieser Hinsicht auf dem Laufenden. In einer dieser Zeitschriften, Gunzō war ein Nachwuchspreis ausgeschrieben, den Minako mit der Erzählung „Drei Krabben“ (三匹の蟹, Sambiki no kani) gewann. Die Autorin hegte jedoch Zweifel, ob ihre Mutter ihre Werke ernst nähme. Die Mutter, die selbst nicht berufstätig war, äußerte stets den Wunsch, dass ihre Tochter nicht berufstätig werden solle, sondern gut heirate.
Ōba Minako hatte nach dem Lyzeum die Tsuda-Frauenuniversität (津田塾大学, Tsudajuku Daigaku) besucht. Nachdem sie das Studium der englischen Literatur 1953 beendet hatte, arbeitete sie zunächst als Lehrerin, bis gesundheitliche Probleme ihr dies verwehrten. Zwei Jahre später heiratete sie Toshio, einen Ingenieur, den sie schon als Studentin kannte und zog mit ihm 1959 nach Sitka in Alaska. Sie nahm bereits zu Studienzeiten, allerdings erfolglos, an literarischen Nachwuchswettbewerben teil, ließ sich aber nicht vom Misserfolg entmutigen und schrieb weiter. In den zehn Jahren ihres Auslandaufenthaltes schrieb sie. „Es ist wie beim Singen, wenn man ohne jedes Publikum und ohne aufgefordert worden zu sein beim Wäschehängen etwas vor sich hinsummt – etwas, das einem ganz spontan und selbstverständlich in den Sinn kommt“. 1970, zwei Jahre nachdem sie den Nachwuchspreis und den Akutagawa-Preis erhalten hatte, zog sie von Alaska, auch wegen der Schulausbildung der Tochter, zurück nach Japan, wo sie in Tokyo lebte und ein Landhaus auf der Halbinsel Izu besaß.
Sie zählte Kawabata Yasunari und Takahashi Takako zu ihren Freunden.
1984 veröffentlichte sie unter dem Titel „Tanze, Schneck, tanz“ ihre Autobiographie. Der Titel geht auf ein lebensbejahendes Gedicht aus dem Ryōjin hishō zurück, das ihre Japanisch-Lehrerin der Klasse nach dem Kriegsende, als der Unterricht wieder begann, vortrug.
Auf Deutsch liegt neben der gekürzten Autobiographie auch der Roman „Träume fischen“ (Tsuga no yume) vor.
1991 erschien im Verlag Kōdansha eine vorläufige Gesamtausgabe ihres Werks, das neben Erzählungen und Romanen auch Essays, Theaterstücke, Drehbücher sowie Reisebeschreibungen umfasst.
Im 1993 erschienenen Roman „Zweihundert Jahre“ verarbeitete sie ihre Familiengeschichte in literarische Prosa.
1987 wurde sie gemeinsam mit Taeko Kōno als erste Frau Mitglied im Auswahlkomitee des Akutagawa-Preises, in dem sie bis 1997 mitarbeitete.
1991 wurde sie Mitglied der japanischen Kunstakademie und Vizepräsidentin des PEN-Clubs. Ōba trat zudem als streitbare Verfechterin des Feminismus in Erscheinung. 1996 erlitt sie einen Zerebralinfarkt, der ihr die Fähigkeit zu gehen nahm und der 2007 auch ihren Tod verursachte.

## Themen
Neben den, für damalige Verhältnisse noch ungewöhnlichen, in Amerika liegenden Schauplätzen des Romangeschehens in ihrem preisgekrönten Erstlingswerk, ist die „Suche nach der weiblichen Identität und die Darstellung der Beziehung zwischen den Geschlechtern“ das zentrale Thema in Ōbas Werk. Ihre Werke sind geprägt von einem dichten Erzählstil aus Träumen, Erinnerungen an Erlebnisse, die auf die Zeit in Alaska zurückgehen, und Mythen mithin der Ureinwohner. Im Spannungsfeld menschlicher Beziehungen räumt sie zudem mit dem „Klischee der züchtigen, sittenstrengen, japanischen Hausfrau“ auf. Mit einem kritischen Blick auf die Gesellschaft thematisiert sie zudem das prinzipielle Verlorensein des modernen Menschen.

## Preise und Auszeichnungen
- 1968 – Akutagawa-Preis und Gunzō-Nachwuchspreis für Sambiki no kani (三匹の蟹)
- 1975 – Frauenliteraturpreis für Garakuta hakubutsukan (がらくた博物館)
- 1982 – Tanizaki-Jun’ichirō-Preis für Katachi monaku (寂兮寥兮)
- 1986 – Noma-Literaturpreis für Naku tori no (啼く鳥の)
- 1989 – Kawabata-Yasunari-Literaturpreis für Umi ni yuragu ito (海にゆらぐ糸)
- 1991 – Yomiuri-Literaturpreis Kategorie Kritiken / Biografien für Tsuda Umeko (津田梅子)
- 1996 – Kawabata-Yasunari-Literaturpreis für Akai mangetsu (赤い満月)
- 2003 – Murasaki-Shikibu-Literaturpreis für Urayasu uta nikki (浦安うた日記)

## Werke (Auswahl)
- 1968 Sambiki no kani (三匹の蟹)
- 1970 Funakuimushi (ふなくい虫)
- 1970 Yūreitachi no fukkatsusai (幽霊達の復活祭)
- 1971 Sabita kotoba (錆びた言葉)
- 1971 Tsuga no yume (栂の夢)
  - dt.: Träume fischen. Aus dem Japanischen von Bruno Rhyner. Insel. Frankfurt am Main 1990. ISBN 3-458-16103-1.
- 1971 Uo no namida (魚の泪)
- 1972 Kokyū o hiku tori (胡弓を弾く鳥)
- 1973 Yasō no yume (野草の夢)
  - daraus: Erinnerungen an die „Geschichte vom Prinzen Genji“ (「源氏物語」の思い出, „Genji monogatari“ no omoide). S. 95–98 in: Blüten im Wind: Essays und Skizzen der japanischen Gegenwart. Herausgegeben und übertragen von Barbara Yoshida-Krafft. Edition Erdmann. Tübingen 1981. ISBN 3-88639-506-5.
- 1975 Aoi kitsune (青い狐)
  - dt. Blauer Fuchs. Aus dem Japanischen von Margarethe Donath. S. 153–165 in: Japan erzählt. 17 Erzählungen. Herausgegeben und mit einem Nachwort versehen von Margarethe Donath in Zusammenarbeit mit Diana Donath. Fischer Taschenbuch Verlag. Frankfurt am Main 1990. ISBN 3-596-10162-X.
- 1975 Garakuta hakubutsukan (がらくた博物館)
- 1977 Urashimasō (浦島草)
- 1978 Aoi chiisana hanashi (蒼い小さな話)
- 1978 Samete miru yume (醒めて見る夢)
- 1979 Hana to mushi no kioku (花と虫の記憶)
- 1979 Onna no danseiron (女の男性論)
- 1979 Taidan, sei to shite no onna (対談・性としての女)
- 1979 Tankō (淡交)
- 1981 Umezukiyo (梅月夜, Pflaumenblüten in einer Mondnacht)
  - dt. Kiriko. Aus dem Japanischen von Jürgen Stalph. S. 233–246 in: Das elfte Haus: Erzählungen japanischer Gegenwarts-Autorinnen. Herausgegeben von Barbara Yoshida-Krafft. iudicium. München 1987. ISBN 3-89129-301-1.
- 1981 Bōshi (帽子)
  - dt. Der Hut. Aus dem Japanischen von Renate Jaschke. S. 37–51 in: Hefte für Ostasiatische Literatur Nr. 11 (Juni 1991). iudicium. München 1991.
- 1982 Katachi mo naku (寂兮寥兮)
- 1982 Shima no kuni no shima (島の国の島)
- 1984 Kakeru otoko no yokogao (駈ける男の横顔)
- 1984 Mae mae katatsumuri (舞へ舞へ蝸牛)
  - dt.: Tanze, Schneck, tanz. Aus dem Japanischen von Irmela Hijiya-Kirschnereit. Insel 1995. ISBN 978-3-458-16688-7.
- 1985 Naku tori no (啼く鳥の)
- 1985 Onna, otoko, inochi (女・男・いのち)
- 1987 Onna (女)
- 1989 Man’yōshū (万葉集)
- 1992 Kaoru ki no uta: haha to musume no ōfuku shokan (郁る樹の詩: 母と娘の往復書簡)
- 1993 Nihyakunen (二百年)
- 1993 Yuki (雪)
- 1995 Warabeuta mutan (わらべ唄夢譚)

## Übersetzungen (Auswahl)
- Ikari to ryōshin: Jinshu mondai o kataru (怒りと良心 : 人種問題を語る). Heibonsha. Tōkyō 1973.
  - Original: A Rap on Race von James Arthur Baldwin und Margaret Mead. Lippincott. Philadelphia 1971.
- Koten no tanoshimi (古典の愉しみ). Takarajimasha. Tōkyō 1992. ISBN 4-7966-0272-0.
  - Original: The Pleasures of Japanese Literature von Donald Keene. Columbia University Press. New York 1988. ISBN 0-231-06736-4.